# Ньютон, Тэндиве
Ме́лани Тэнди́ве (Тэ́нди) Нью́тон (англ. Melanie Thandiwe «Thandie» Newton; 6 ноября 1972) — британская актриса. Известна по ролям в фильмах «Миссия невыполнима 2», «Столкновение», «В погоне за счастьем» и сериале «Мир Дикого Запада».

## Ранние годы
Ньютон родилась в Вестминстере, Лондон, Великобритания, в семье Ньяши, уроженки Зимбабве, и Ника Ньютона, английского лаборанта и артиста. Местом её рождения иногда ошибочно называют Замбию, однако сама Ньютон в своих интервью неоднократно подтверждала, что родилась в Лондоне. Имя «Тэндиве» означает «любимая» на языках ндебеле, зулу, коса и свати. По словам Ньютон, её мать является принцессой народа шона.
Она выросла в Лондоне и в Пензансе, графство Корнуолл, и обучалась танцам в школе Тринг Парк (англ. Tring Park School for the Performing Arts). С 1992 по 1995 года Ньютон училась в колледже Даунинга, Кембридж, где изучала социальную антропологию.

## Карьера
Ньютон дебютировала в кино в 1991 году — в драме Джона Дайгана «Флирт». Этот австралийский фильм стал отправной точкой не только в её карьере, но и обеспечил звёздный старт молодой актрисе Николь Кидман, с которой Ньютон подружилась.
В 1994 году Ньютон сыграла в мистической драме Нила Джордана «Интервью с вампиром», главные роли в котором исполнили Брэд Питт и Том Круз. Мировую известность Тэнди заработала вместе с Ником Нолти после выхода фильма «Джефферсон в Париже», в котором она сыграла роль Салли Хеммингс и благодаря которому получила следующую роль — в фильме Джонатана Демме «Любимая», где снялась вместе с Дэнни Гловером, Кимберли Эллис и Опрой Уинфри.
Она сыграла главную женскую роль в экшне Джона Ву «Миссия невыполнима 2» вместе с Томом Крузом и была претенденткой на роль в фильме «Ангелы Чарли», но она в конечном итоге досталась Люси Лью.

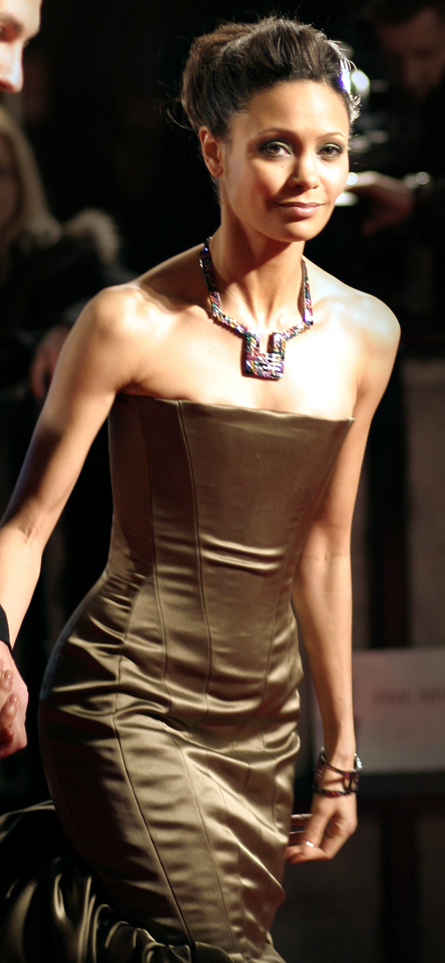
Тэнди Ньютон на церемонии BAFTA 2007

В 2002 году Тэнди Ньютон снялась в триллере «Правда о Чарли», где её партнёрами стали Марк Уолберг и Тим Роббинс. Этот фильм — ремейк знаменитой «Шарады», в которой в той же роли снималась Одри Хепбёрн.
Между 2003 и 2005 годы Ньютон сыграла Макебу ‘Кем’ Ликасу, предмет любовных терзаний, а в дальнейшем жену доктора Джона Картера, в американском телесериале «Скорая помощь». В 2004 году Ньютон снялась в фантастическом боевике Дэвида Туи «Хроники Риддика» с Вином Дизелем и в оскароносной криминальной драме Пола Хаггиса «Столкновение». в которой актриса сыграла Кристину, богатую чёрную женщину, которая вместе со своим мужем становится мишенью полицейского-расиста (роль Мэтта Диллона). Полицейский приставал к ней по ходу фильма, однако в конечном итоге спас ей жизнь. Ньютон получила награду Британской Академии в номинации «Лучшая актриса второго плана» в 2006 год за роль Кристины, а сам фильм выиграл три премии Оскар (в том числе в категории «Лучший фильм»).
В 2006 году Ньютон сыграла главную роль в радио-версии пантомимы «Золушка», а также в драме «В погоне за счастьем» с Уиллом Смитом.
В 2007 году актриса вместе с Эдди Мерфи снялась в комедии «Уловки Норбита» («Norbit») в роли Кейт Томас, в которую влюблен герой Мерфи. Также Ньютон сыграла в режиссёрской работе звезды сериала «Друзья», Дэвида Швиммера, комедии «Беги, толстяк, беги».
Следующая роль Тэнди — изображение первой афроамериканки и второй женщины на посту госсекретаря США, Кондолизы Райс, в биографическом фильме Оливера Стоуна «Буш» («W.») о президенте Джордже Буше-мл.
Ньютон присутствовала 7 июля 2007 года на стадионе Уэмбли на одном из международных концертов кампании «Live Earth», проходивших по всему миру и транслировавшихся по радио, ТВ и интернету. Ньютон досталась миссия представлять американского экологического активиста и политика Эла Гловера, однако тот задержался, и актриса просто начала рассказывать шутки, развлекая аудиторию.
В 2009 году вышел фильм Ролланда Эммериха «2012» при участии Тэнди Ньютон. Компанию на съемочной площадке ей составили Джон Кьюсак, Аманда Пит, Чиветел Эджиофор, Вуди Харрельсон и др. С 2010 по 2015 можно было увидеть Ньютон в картинах «Исчезновение на 7-й улице», «Песни о любви», «Хорошие поступки», «Половина жёлтого солнца» и сериалах «Бестия» и «Пощёчина».
С 2016 года Ньютон играет одну из главных ролей в сериале «Мир Дикого Запада», и уже была награждена премией Эмми за свою игру. В 2017 году Ньютон сыграла в 6 эпизодах сериала «По долгу службы».
В 2018 году можно было увидеть Ньютон в фильмах «Опасный бизнес» и «Хан Соло. Звёздные войны: Истории». В этом же году актриса снялась в фильме Ксавье Долана «Смерть и жизнь Джона Ф. Донована», главную роль в котором исполнил Кит Харингтон. Фильм вышел в российский прокат 15 августа 2019 года.

## Личная жизнь
11 июля 1998 года Ньютон вышла замуж за сценариста, режиссёра и продюсера Оливера Паркера. У них есть трое детей: две дочери, Рипли Паркер (род. 17 сентября 2000) и Нико Паркер (род. 9 декабря 2004), и один сын — Букер Джомб Паркер (род. 3 марта 2014). Её дочери были названы в честь героини серии фильмов «Чужой» Эллен Рипли и певицы Нико. Все трое детей родились дома. 14 апреля 2022 года стало известно о расставании Ньютон и Паркера после двадцати трёх лет брака.
Ньютон — веган.
В 2006 году Ньютон написала предисловие к книге детских рассказов «We Wish: Hopes and Dreams of Cornwall’s Children», изданной при поддержке Национального общества защиты детей от жестокого обращения (NSPCC). Она ярко описала свои воспоминания из детства, о жизни в Корнуолле и о том, что необходимо «наполнять любую обстановку (в жизни) волшебством и смыслом».
В 2007 году Ньютон сменила свою машину BMW X5 на Toyota Prius после того, как протестующие бомбардировали её автомобиль яйцами в воротах школы её дочерей. Она написала своим звездным друзьям, попросив и их присоединиться к ней в её решении пересесть на более экологически чистый автомобиль.
В 2013 году Ньютон возглавила в Лондоне флэшмоб, выступающий за прекращение насилия, справедливость и гендерное равенство.
В 2018 году на сайте моды Net-a-Porter Ньютон была признана одной из самых модно одетых женщин.

## Фильмография
| Год       |     | Русское название                                     | Оригинальное название                              | Роль                          |
| --------- | --- | ---------------------------------------------------- | -------------------------------------------------- | ----------------------------- |
| 1991      | ф   | Флирт                                                | Flirting                                           | Тандивия Аджева               |
| 1993      | ф   | Молодые американцы                                   | Young Americans, The                               | Рейчел Стэвенс                |
| 1994      | ф   | Интервью с вампиром: Хроника жизни вампира           | Interview with the Vampire: The Vampire Chronicles | Иветт                         |
| 1994      | ф   | Перегруженные                                        | Loaded                                             | Зита                          |
| 1995      | ф   | Джефферсон в Париже                                  | Jefferson in Paris                                 | Салли Хемингс                 |
| 1996      | ф   | Путешествие Августа Кинга                            | Journey of August King, The                        | Анналис                       |
| 1996      | ф   | Лидер                                                | The Leading Man                                    | Хилари Руль                   |
| 1997      | ф   | В тупике                                             | Gridlock’d                                         | Барбара (Куки) Кук            |
| 1998      | ф   | Осажденные                                           | Besieged                                           | Шандурай                      |
| 1998      | ф   | Любимая                                              | Beloved                                            | Любимая                       |
| 2000      | ф   | Миссия невыполнима 2                                 | Mission: Impossible II                             | Най Нордофф-Холл              |
| 2002      | ф   | Правда о Чарли                                       | The Truth About Charlie                            | Реджина Ламберт               |
| 2002      | ф   | Ловкие руки                                          | Shade                                              | Тиффани                       |
| 2003—2009 | с   | Скорая помощь                                        | ER                                                 | Макемба «Кем» Ликасу          |
| 2004      | ф   | Хроники Риддика                                      | The Chronicles of Riddick                          | Дама Ваако                    |
| 2004      | ф   | Столкновение                                         | Crash                                              | Кристина                      |
| 2006      | ф   | В погоне за счастьем                                 | The Pursuit of Happyness                           | Линда                         |
| 2006      | кор | Допрос Лео и Лизы                                    | The Interrogation of Leo and Lisa                  | Мона Лиза                     |
| 2006      | мс  | Американский папаша!                                 | American Dad!                                      | Макева                        |
| 2007      | ф   | Уловки Норбита                                       | Norbit                                             | Кейт Томас                    |
| 2007      | ф   | Беги, толстяк, беги                                  | Run Fatboy Run                                     | Элизабет Оливия (Либби) Обель |
| 2008      | ф   | Как потерять друзей и заставить всех тебя ненавидеть | How to Lose Friends & Alienate People              | Камео                         |
| 2008      | ф   | Рок-н-ролльщик                                       | RocknRolla                                         | Стелла                        |
| 2009      | ф   | Буш                                                  | W.                                                 | Кондолиза Райс                |
| 2009      | ф   | 2012                                                 | 2012                                               | Лора Уилсон                   |
| 2010      | ф   | Исчезновение на 7-й улице                            | Vanishing on 7th Street                            | Розмари                       |
| 2010      | ф   | Песни о любви                                        | For Colored Girls                                  | Тэнги Эдрос                   |
| 2011      | ф   | Отступление                                          | Retreat                                            | Кейт                          |
| 2012      | ф   | Хорошие поступки                                     | Good Deeds                                         | Линдси                        |
| 2013      | ф   | Половина жёлтого солнца                              | Half of a Yellow Sun                               | Оланна                        |
| 2013—2015 | с   | Бестия                                               | Rogue                                              | Грейс Трэвис                  |
| 2015      | с   | Пощёчина                                             | The Slap                                           | Аиша                          |
| 2016—2022 | с   | Мир Дикого Запада                                    | Westworld                                          | Мейв Милли                    |
| 2017      | с   | По долгу службы                                      | Line of Duty                                       | Розанна «Роз» Хантли          |
| 2018      | ф   | Опасный бизнес                                       | Gringo                                             | Бонни Сойинка                 |
| 2018      | ф   | Хан Соло. Звёздные войны: Истории                    | Solo: A Star Wars Story                            | Вэл                           |
| 2018      | ф   | Смерть и жизнь Джона Ф. Донована                     | The Death and Life of John F. Donovan              | Одри Ньюхаус                  |
| 2021      | ф   | Воспоминание                                         | Reminiscence                                       | Эмили «Уоттс» Сандерс         |
| 2022      | ф   | Все старые ножи                                      | All the Old Knives                                 | Селия Гаррисон                |
| 2022      | ф   | Божья страна                                         | God’s Country                                      | Сандра Гадри                  |
| 2023      | мф  | Побег из курятника 2                                 | Chicken Run: Dawn of the Nugget                    | Джинджер                      |
| 2024      | мф  | Муфаса: Король Лев                                   | Mufasa: The Lion King                              | Эше                           |
| 2025      | ф   | Анаконда                                             | Anaconda                                           | Клэр Саймонс                  |
| 2025      | с   | Уэнздей                                              | Wednesday                                          | доктор Рейчел Фейрберн        |

## Награды и номинации
| Награды и номинации | Награды и номинации                                     | Награды и номинации          | Награды и номинации  | Награды и номинации |
| Год                 | Премия                                                  | Категория                    | Номинант             | Результат           |
| ------------------- | ------------------------------------------------------- | ---------------------------- | -------------------- | ------------------- |
| 2000                | Black Reel Awards                                       | Лучшая актриса               | Осажденные           | Номинация           |
| 2001                | Empire Awards                                           | Лучшая британская актриса    | Миссия невыполнима 2 | Номинация           |
| 2003                | Black Reel Awards                                       | Лучшая актриса               | Правда о Чарли       | Номинация           |
| 2006                | Black Reel Awards                                       | Лучшая актриса второго плана | Столкновение         | Номинация           |
| 2006                | BAFTA Awards                                            | Лучшая актриса второго плана | Столкновение         | Победа              |
| 2006                | Empire Awards                                           | Лучшая актриса               | Столкновение         | Победа              |
| 2006                | Black Reel Awards                                       | Лучший актёрский состав      | Столкновение         | Победа              |
| 2006                | London Critics Circle Film Awards                       | Лучшая актриса второго плана | Столкновение         | Победа              |
| 2006                | Screen Actors Guild Awards                              | Лучший актёрский состав      | Столкновение         | Победа              |
| 2007                | Image Awards                                            | Лучшая актриса второго плана | В погоне за счастьем | Номинация           |
| 2011                | Black Reel Awards                                       | Лучшая актриса               | Песни о любви        | Номинация           |
| 2016                | IGN Summer Movie Awards                                 | Лучшая телевизионная актриса | Мир Дикого Запада    | Победа              |
| 2016                | Critics Choice Television Awards                        | Лучшая актриса второго плана | Мир Дикого Запада    | Победа              |
| 2017                | Screen Actors Guild Awards                              | Лучший актёрский состав      | Мир Дикого Запада    | Номинация           |
| 2017                | Screen Actors Guild Awards                              | Лучшая актриса               | Мир Дикого Запада    | Номинация           |
| 2017                | Online Film & Television Association                    | Лучшая актриса второго плана | Мир Дикого Запада    | Победа              |
| 2017                | Gold Derby Awards                                       | Лучшая актриса второго плана | Мир Дикого Запада    | Победа              |
| 2017                | GALECA: The Society of LGBTQ Entertainment Critics      | Лучшая актриса               | Мир Дикого Запада    | Номинация           |
| 2017                | Black Reel Awards for Television                        | Лучшая актриса второго плана | Мир Дикого Запада    | Победа              |
| 2017                | Academy of Science Fiction, Fantasy & Horror Films, USA | Лучшая актриса второго плана | Мир Дикого Запада    | Номинация           |
| 2017                | Primetime Emmy Awards                                   | Лучшая актриса второго плана | Мир Дикого Запада    | Номинация           |
| 2017                | Golden Globes, USA                                      | Лучшая актриса второго плана | Мир Дикого Запада    | Номинация           |
| 2018                | Online Film & Television Association                    | Лучшая актриса второго плана | Мир Дикого Запада    | Номинация           |
| 2018                | Gold Derby Awards                                       | Лучшая актриса второго плана | Мир Дикого Запада    | Номинация           |
| 2018                | Black Reel Awards for Television                        | Лучшая актриса второго плана | Мир Дикого Запада    | Номинация           |
| 2018                | BAFTA Awards                                            | Лучшая актриса               | По долгу службы      | Номинация           |
| 2018                | Primetime Emmy Awards                                   | Лучшая актриса второго плана | Мир Дикого Запада    | Победа              |
| 2019                | Image Awards                                            | Лучшая актриса второго плана | Мир Дикого Запада    | Номинация           |
| 2019                | Broadcast Film Critics Association Awards               | Лучшая актриса второго плана | Мир Дикого Запада    | Победа              |
| 2019                | Golden Globes, USA                                      | Лучшая актриса второго плана | Мир Дикого Запада    | Номинация           |